# Épicondylite
 (janvier 2013).
 Mise en garde médicale
L'épicondylite latérale du coude, le tennis elbow ou l'épicondylalgie du coude sont différents termes pour désigner la douleur à l'insertion des muscles épicondyliens en latéral du coude souvent associée à un mécanisme de sur-utilisation des extenseurs du poignet. Selon les dernières études, peu de preuves d'inflammation ont été relevées dans le problème. Malgré le résultat de ces études, le terme épicondylite est couramment utilisé, mais devrait être remplacé par le terme tendinopathie des épicondyliens ou épicondylalgie latérale du coude afin d'être juste.
Dans 97 % des cas, les fibres profondes des tendons du court extenseur radial du carpe sont atteintes, et dans 50 % des cas le tendon de l'extenseur commun des doigts serait également affecté. Un cal osseux pourrait se former à leur origine et serait visible à l'examen radiographique dans 22 % des cas, et seulement certains cas isolés montreraient des signes de calcification à l'intérieur même des tendons.

## Portrait clinique
Individus (H/F) habituellement âgés entre 40-60 ans se plaignant de douleurs variables et progressives en latéral du coude lors d’activités du membre supérieur dominant, et en particulier lorsque les mouvements sont combinés à la préhension.

## Épidémiologie
Il s'agit de la maladie qui affecte le plus fréquemment le coude avec une incidence de 0,4 % et une prévalence entre 4 % et 5 % chez une population générale ,. Selon les données de la CSST, au Québec en 2009, les tendinopathies du coude (latérales et médiales) totalisent environ 11 % des accidents de travail liés à une sur-utilisation. La durée moyenne d‘un arrêt de travail est de 83,7 jours (d'indemnisation)[Où ?] et le risque de récidive est de 10,6 %. Selon la littérature scientifique, les symptômes dureraient en moyenne de 6 mois à 2 ans, récidiveraient dans 26 % des cas et provoqueraient des inconforts mineurs dans 40 % des cas, nuisant ainsi à un rendement fonctionnel optimal,.

## Physiopathologie
Peu de preuves montrent la présence d'inflammation dans l'atteinte des tendons des extenseurs du poignet liée à un mécanisme de sur-utilisation,. La dégénérescence des tendons des extenseurs du poignet et une partie du phénomène nociceptif seraient grandement impliquées dans un mécanisme angiofibroblastique local,,,,,,. Toutefois, la génération et le maintien des symptômes de l'épicondylite s'expliqueraient par un ensemble de phénomènes beaucoup plus complexes :
- des atteintes motrice et proprioceptive[10],[14],[15] seraient en cause dans le processus d'entretien de la pathologie, favorisant ainsi l'adoption d'un mauvais contrôle moteur et des changements au niveau de la biomécanique du coude ;
- des modifications du système neurologique nociceptif périphérique et central, à plus long terme, faciliteraient la transmission de la douleur, et donc amplifieraient le processus algique[1],[9].

## Diagnostic différentiel

### Troubles articulaires
- Instabilité postéro-latérale
- Hypomobilité
- Corps étranger
- Ostéochondrite disséquante
- Hypertrophie frange synoviale
- Arthrose

### Neuropathies périphériques
- Syndrome du tunnel radial
- Syndrome du tunnel du nerf interosseux postérieur

### Douleurs référées
- Dysfonction rachis cervical
- Syndrome douloureux myofascial

### Syndrome du mésenchyme
(Maladie du tissu conjonctif.)

## Traitement en physiothérapie
- Le renforcement se distingue comme la modalité de choix en physiothérapie à court et moyen terme.
- Le laser et la thérapie manuelle ressortent comme étant des traitements efficaces et qui, lorsque combinés à du renforcement, permettent de diminuer le temps de traitement et avoir de meilleurs résultats.
- La mobilisation neurale et les étirements semblent deux traitements efficaces, mais ont présentement peu de données probantes.
- Le bracelet épicondylien est, quant à lui, une modalité efficace pour soulager le patient et permettre le retour aux activités de façon précoce. Il est donc un outil à recommander tôt dans le traitement.
- Il n'y a pas de consensus pour l'ultrason, mais il est clair que s'il a un effet, celui-ci est modéré ou moindre.
- La friction transverse a démontré une tendance à diminuer la douleur, mais à cause du temps requis et des contraintes pour le physiothérapeute, ce n'est pas une modalité recommandée.
- La thérapie par onde de choc n'a pas su démontrer d'effets significatifs dans le traitement de l'épicondylite et est donc à proscrire. L'utilisation d'un traitement multimodal permet de diminuer le temps de traitement.

La plupart des modalités de traitement en physiothérapie ne bénéficient pas d’un haut niveau de preuve à ce jour étant donné le manque d’étude de grande envergure sur le sujet. Ce type de traitement constitue toutefois la base du traitement conservateur et devrait être débuté le plus tôt possible afin de limiter les complications et favoriser un retour précoce aux activités.

## Traitement médicamenteux
- Les AINS sont utiles en première ligne pour diminuer la douleur mais leur effet est limité et de courte durée.
- Les corticostéroïdes ont démontré un bon effet à court terme mais les résultats à long terme sont peu importants voire néfastes pour le tendon. Ils ont longtemps été considérés comme le traitement de référence pour les épicondylites mais comme ils peuvent être néfastes pour le tendon, on commence à utiliser d'autres techniques plus récentes. Malgré une efficacité potentielle, les évidences sur les injections de toxine botulinique sont mitigées et les faiblesses engendrées par ces injections sont un problème non négligeable. Les timbres de trinitrine amènent des résultats intéressants mais beaucoup d‘effets secondaires sont documentés, principalement des migraines et des dermatites.
- Les injections de sang autologue ont des résultats très prometteurs car elles semblent plus efficaces à court et long terme que les corticostéroïdes.
- L'acupuncture a démontré une efficacité à très court terme (24 heures) seulement.
- Les traitements chirurgicaux sont nombreux et diffèrent beaucoup d‘un chirurgien à l'autre. Les plus populaires, documentés et efficaces sont les débridements. Il y a un consensus sur le fait que les approches moins invasives sont aussi efficaces que les techniques ouvertes, mais (quel est le sujet : approches moins invasives ou techniques ouvertes ? Ce n'est pas clair) permettent un retour au travail plus précoce. Ils (quoi ? Ce pronom ne renvoie à rien) doivent être utilisés en dernier recours.

La combinaison de modalités entre elles ou avec la physiothérapie permet généralement de meilleurs résultats que les modalités utilisées de façon isolées, et devrait être plus souvent utilisée. Enfin, si les résultats obtenus par injection de sang autologue continuent de surpasser ceux des corticostéroïdes, ce pourrait devenir le traitement de référence dans le traitement de l'épicondylite.